# Христина Ангелакова
Христина Ангелакова е световноизвестна българска оперна певица, мецосопран.

## Биография
Родена е в Исперих на 29 октомври 1944 година. Скоро родителите ѝ се преместват в Шумен, където тя завършва средното си образование. След дипломирането си Ангелакова се премества в София и се записва в Българската държавна консерватория (сега Национална музикална академия „Панчо Владигеров“) в класа на професор Сима Иванова. Тя завършва висшето си образование (със степен магистър) през 1969 г.
Решава да продължи да се усъвършенства и заминава за Италия, където записва специализация в академията „Санта Чечилия“ в Рим. След година обучение българката се премества в Teatro lla Scala в Милано, където постъпва в Центъра за млади оперни артисти. По-късно е поканена да подпише тригодишен договор с операта La Scala, където са първите и публични изяви.
През 1973 г. получава голямата награда на конкурса за оперни артисти в италианския град Тревизо. 2 години по-късно е първа в надпревара в Остенде, Белгия. След като името ѝ нашумява в световен мащаб, тя е поканена да се завърне в България в колектива на Софийската народна опера. Установява се в София и пее на най-престижната оперна сцена в страната цели 23 години. Паралелно с ангажиментите си в родината Христина Ангелакова не спира да гастролира по света.
В периода 2001 – 2004 г. е директор на Софийската опера. От 1985 г. преподава оперно пеене в Националната музикална академия, а от 2000 г. е доцент.
Председател е на фондация „Опера и балет“ и почетен гражданин на град Исперих.
Носител е на Орден „Св. св. Кирил и Методий“ – с огърлие – първа степен и на титлата Комендаторе на Република Италия.
| „ | Човек е голям, колкото са големи мечтите му, или би постигнал нещо много, ако мечтите му са големи! | “ |

 казва Христина Ангелакова в един от последните си записи в Българското национално радио по повод получаването на наградата „Музикант на годината 2015“ за изключителен принос към българската култура.
Умира на 20 май 2018 г.

## Филмография
- Бащата на яйцето (1981), 4 серии, (България/Алжир) – генералшата Тиба